# Communauté d'agglomération du Mont-Valérien
La communauté d'agglomération du Mont Valérien est un ancien établissement public de coopération intercommunale créé le 1er janvier 2009 situé dans le département des Hauts-de-Seine, dans la région Île-de-France, en France.
Dans le cadre de la mise en œuvre de la métropole du Grand Paris le 1er janvier 2016, la communauté d'agglomération a été dissoute et ses communes intégrées dans l'établissement public territorial Paris Ouest La Défense.

## Histoire
La communauté d'agglomération du Mont-Valérien est créée par les villes de Suresnes et Rueil-Malmaison, villes traditionnellement de droite, au 1er janvier 2009. Elle regroupe alors 123 000 habitants sur 1 834 hectares dont 162 hectares d’espaces verts et 200 hectares de forêts.
Elle s'étend à Nanterre, chef-lieu des Hauts-de-Seine et ville historiquement marquée à gauche, au 1er janvier 2011.
L'adhésion de  La Garenne-Colombes à la communauté d'agglomération a été envisagée dans le cadre du schéma départemental de coopération intercommunale (SDCI) des Hauts-de-Seine de 2011.
Dans le cadre de la mise en place de la métropole du Grand Paris, la loi portant nouvelle organisation territoriale de la République du 7 août 2015 (Loi NOTRe) prévoit la création d'établissements publics territoriaux (EPT), qui regroupent l'ensemble des communes de la métropole à l'exception de Paris, et assurent des fonctions de proximité en matière de politique de la ville, d'équipements culturels, socioculturels, socio-éducatifs et sportifs, d'eau et assainissement, de gestion des déchets ménagers et d'action sociale. Les EPT exercent également les compétences que les communes avaient transférées aux intercommunalités supprimées.
Le président de l'intercommunalité, Patrick Ollier, a milité sans succès pour la création d'un vaste établissement public territorial qui aurait constitué un regroupement de dix-huit villes peuplées d'un million d'habitants
L'établissement public territorial Paris Ouest La Défense a en effet été créé par un décret du 11 décembre 2015. Il succède à la Communauté d'agglomération du Mont-Valérien, à la Communauté d'agglomération Seine-Défense et à la Communauté d'agglomération Cœur de Seine, et regroupe 11 communes du centre du département des Hauts-de-Seine.

## Territoire communautaire

### Géographie

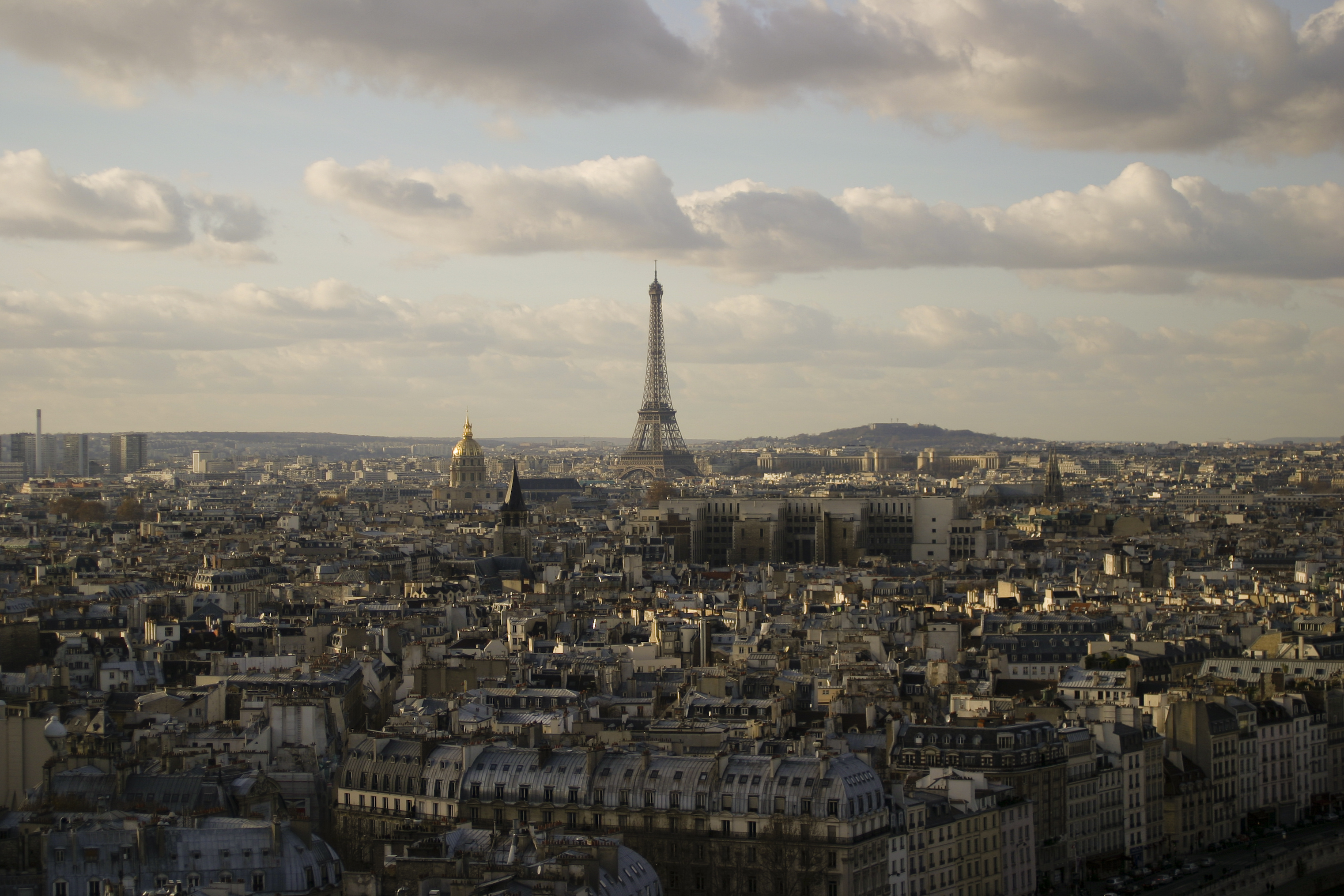
Le Mont Valérien vu ici depuis le centre de Paris, donne son nom à la communauté d'agglomération.

La communauté d'agglomération se situait dans la proche banlieue de l'ouest de Paris, de part et d'autre du mont Valérien. Elle était séparée de Paris par la Seine au niveau de Suresnes (rive gauche) et du Bois de Boulogne (rive droite, 16e arrondissement de Paris).
La communauté était limitrophe des établissements publics de coopération communale suivants : Communauté d'agglomération Cœur de Seine, Communauté de communes des Coteaux de Seine, Communauté d'agglomération de la Boucle de la Seine et Communauté d'agglomération Seine-Défense.
La majeure partie du périmètre de l'Établissement public d'aménagement de la Défense Seine Arche se situe dans la communauté d'agglomération (ville de Nanterre).

### Composition
La communauté était composée de trois communes :
| Nom              | Code Insee | Gentilé     | Superficie (km2) | Population (dernière pop. légale) | Densité (hab./km2) |
| ---------------- | ---------- | ----------- | ---------------- | --------------------------------- | ------------------ |
| Nanterre (siège) | 92050      | Nanterriens | 12,19            | 93 509 (2014)                     | 7 671              |
| Rueil-Malmaison  | 92063      | Rueillois   | 14,70            | 79 204 (2014)                     | 5 388              |
| Suresnes         | 92073      | Suresnois   | 3,79             | 48 526 (2014)                     | 12 804             |

### Démographie
| 2010    | 2012    | 2013    |
| ------- | ------- | ------- |
| 215 334 | 217 598 | 220 055 |

### Chiffres clés
La communauté de communes du Mont Valérien comptait en 2010, 215 334 habitants sur 30,52 km2, ce qui lui donne un poids démographique supérieur à celui des villes de Rennes, Reims ou encore Grenoble.
| Ville           | Population en 2010 | Densité de population | Superficie en km² | Revenu fiscal médian par ménage en 2010 | Parc social en 2010 | Stations de transport lourd par km² |
| --------------- | ------------------ | --------------------- | ----------------- | --------------------------------------- | ------------------- | ----------------------------------- |
| Nanterre        | 89 185             | 7 316                 | 12,19             | 27 941 €                                | 54,0 %              | 0,33                                |
| Rueil-Malmaison | 79 426             | 5 463                 | 14,54             | 43 701 €                                | 20,06 %             | 0,07                                |
| Suresnes        | 46 723             | 12 328                | 3,79              | 37 603 €                                | 37,09 %             | 0,79                                |

Certains écarts de statistiques trouvent leur origine dans le fait qu'avant l'existence des Hauts-de-Seine (création en 1968), Rueil-Malmaison était dans le département Seine-et-Oise (78) tandis que Nanterre et Suresnes se situaient dans le département de la Seine (75, département de Paris à sa création en 1790).
Les statistiques passées sont les suivantes :
| Ville           | Population en 2009 | Densité de population | Superficie en km² | Revenu fiscal médian par ménage en 2007 | Stations de transport lourd par km² |
| --------------- | ------------------ | --------------------- | ----------------- | --------------------------------------- | ----------------------------------- |
| Nanterre        | 89 966             | 7 380                 | 12,19             | 16 278 €                                | 0,33                                |
| Rueil-Malmaison | 79 065             | 5 438                 | 14,54             | 29 509 €                                | 0,07                                |
| Suresnes        | 46 053             | 12 151                | 3,79              | 26 290 €                                | 0,79                                |

### Transports sur le territoire
La communauté d'agglomération était reliée au territoire francilien et parisien par différents modes de transports en commun avec sept stations.
- : Nanterre-Préfecture, Nanterre-Université, Nanterre-Ville, Rueil-Malmaison
- : Nanterre-Université, Suresnes-Mont-Valérien
- : Suresnes - Longchamp, Belvédère

Le RER relie Nanterre à Rueil-Malmaison. Enfin, le tramway relie La Garenne-Colombes à Suresnes en trois stations, en traversant La Défense.

### Économie
En 2010, la communauté d'agglomération comptait 14 133 entreprises et plus de 174 000 salariés.
La Défense et la communauté d'agglomération du Mont Valérien

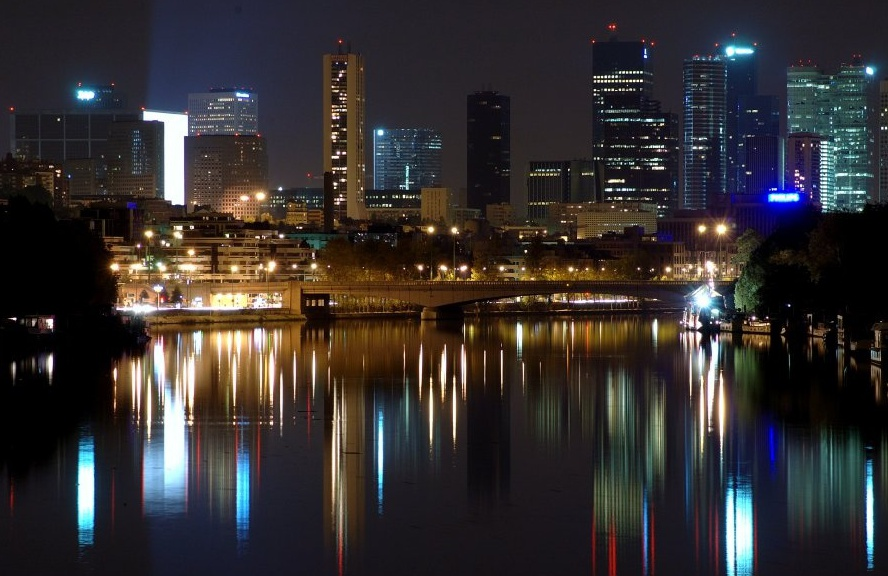
Le quartier d'affaires vu depuis le Pont de Suresnes.

Bien que la majeure partie du périmètre de l'Établissement public d'aménagement de la Défense Seine Arche se situe dans la communauté d'agglomération (ville de Nanterre), la partie centre d'affaires de La Défense est principalement située à Courbevoie et Puteaux dans la Communauté d'agglomération Seine-Défense voisine.
Cependant, quelques tours se trouvent sur le territoire de la communauté d'agglomération telles que les Tours Chassagne et Alicante ainsi que la Tour Granite de la Société générale.

## Fonctionnement

### Siège
À la suite de l'adhésion de Nanterre en 2011, le siège de la communauté d'agglomération avait été fixé Place de la Boule, à Nanterre, chef-lieu de département, à partir du 1er janvier 2012.

### Élus
La Communauté d'agglomération était administrée par son conseil communautaire constitué, pour le mandat 2014-2015, de 64 membres, avec une représentation de chaque ville sur la base de 30 sièges répartis à égalité et de 34 sièges répartis proportionnellement au nombre d'habitants, soit :
- 24 sièges pour Nanterre
- 23 sièges pour Rueil-Malmaison
- 17 sièges pour Suresnes

Le conseil communautaire du 9 avril 2014 a réélu son président, Patrick Jarry et désigné ses 14 vice-présidents, qui étaient :
1. Patrick Ollier, maire de Rueil-Malmaison et député des Hauts-de-Seine, chargé de l'administration générale ;
2. Christian Dupuy, maire de Suresnes, conseiller général puis départemental de Nanterre-2, chargé des affaires intercommunales ;
3. Alain Rimbault, élu de Nanterre, chargé des finances, de la commande publique et des marchés ;
4. François Le Clec'h, élu de Rueil-Malmaison, chargé des finances et du budget ;
5. Guillaume Boudy, élu de Suresnes, chargé de la commission locale d'évaluation des charges (CLECT) ;
6. Patrice Marchal, élu de Nanterre, chargé des ressources humaines ;
7. Monique Bouteille, élue de Rueil-Malmaison, chargée des transports, déplacements et aménagement ;
8. Cécile Guillou, élue de Suresnes, chargée de la collecte et du traitement des déchets ;
9. Alexis Martin, élu de Nanterre, chargé du développement durable ;
10. David Bousso, élu de Rueil-Malmaison, chargé du développement économique ;
11. Gunilla Westerberg-Dupuy, élue de Suresnes, chargée de la politique de la Ville et des actions sociales ;
12. Éric Le Lann, élu de Nanterre, chargé de l'habitat et du lohgement ;
13. Denis Gabriel, élu de Rueil-Malmaison, chargé de la voirie, de l'éclairage public et des réseaux divers ;
14. Loïc Degny, élu de Suresnes, chargé de la communication et de la promotion du territoire[12],[13].

Toutefois, en application de la charte de gouvernance de l'agglomération, les présidents démissionnent après deux années d'exercice. De ce fait, Patrick Ollier, député-maire de Rueil-Malmaison a été élu président de la communauté le 23 janvier 2015 pour la période 2015-2016, Christian Dupuy, maire de Suresnes, élu premier vice-président chargé de l'administration générale et Patrick Jarry, second vice-président chargé des affaires intercommunales.

### Liste des présidents
| Période          | Période          | Identité        | Étiquette  | Qualité |
| ---------------- | ---------------- | --------------- | ---------- | --- |
| 12 janvier 2009  | 17 janvier 2013  | Christian Dupuy | UMP        | Maire de Suresnes (1983 →) Député des Hauts-de-Seine (1993 → 1997) Conseiller général de Suresnes (1988 → 1993 et 1998 → 2015)                                                                 |
| 17 janvier 2013, | 23 janvier 2015  | Patrick Jarry   | PCF - FASE | Maire de Nanterre (2004 →) Conseiller général de Nanterre-Nord (2008 → 2015) Conseiller départemental de nanterre-1 (2015 →)                                                                   |
| 23 janvier 2015  | 31 décembre 2015 | Patrick Ollier  | UMP        | Maire de Rueil-Malmaison (2004 →) Ministre (2010 → 2012) Président de l'Assemblée nationale (2007 → 2007) Député des Hauts-de-Seine (2012 →) Président de la métropole du Grand Paris (2016 →) |

### Compétences

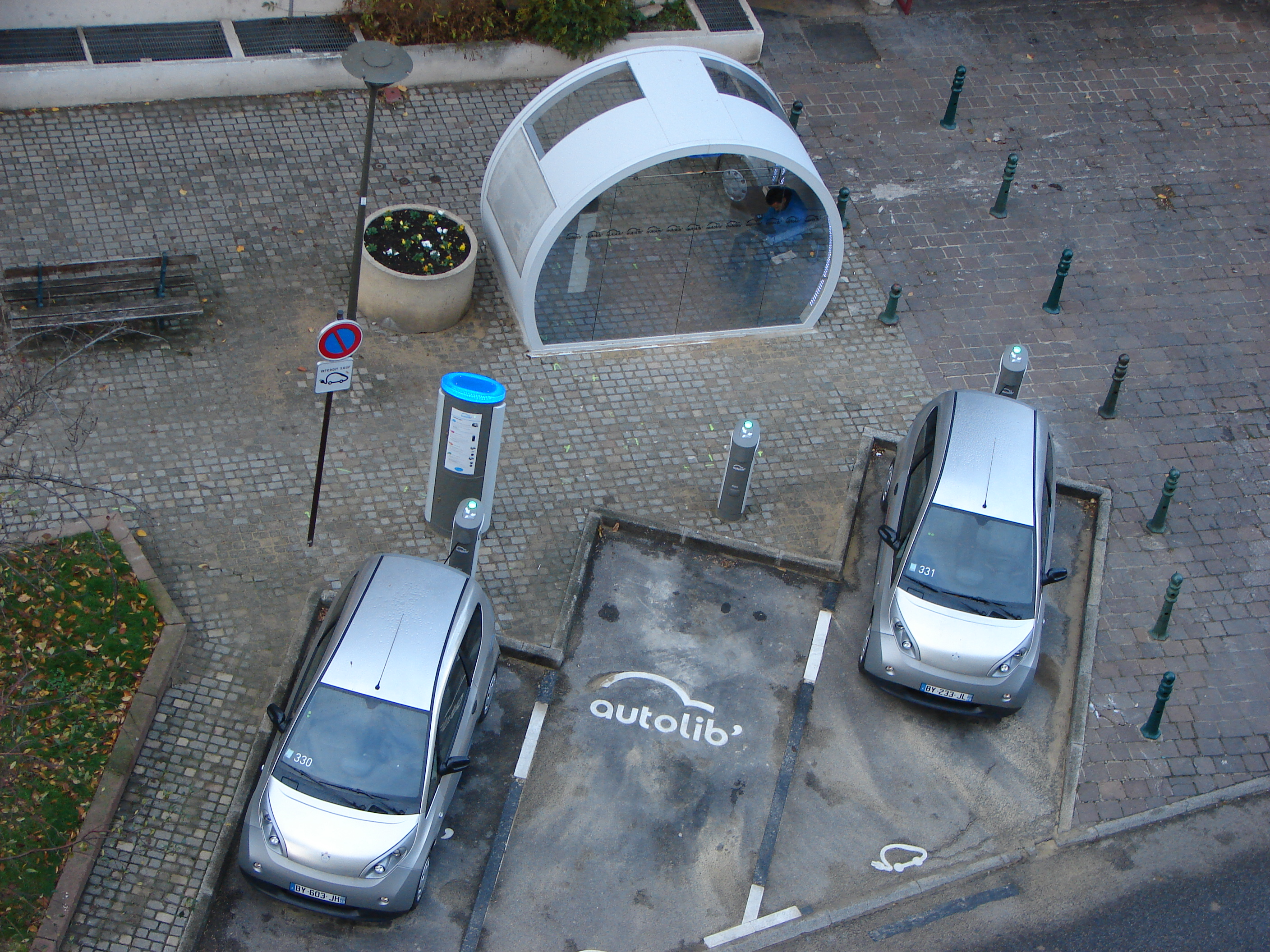
La gestion du dispositif parisien Autolib' dépend de la communauté d'agglomération sur son territoire (ici, station à Suresnes).

La communauté exerçait des compétences qui lui étaient déléguées, conformément à la loi, par les communes membres. Il s'agissait de :
- Développement économique ;
- Aménagement du territoire, et notamment transports ;
- Équilibre social de l’habitat, politique de la ville ;
- Création, aménagement et entretien de voirie d’intérêt communautaire ;
- Assainissement ;
- Construction, aménagement, entretien et gestion d’équipements culturels et sportifs d’intérêt communautaire ;
- Action sociale ;
- Collecte des déchets des ménages et des déchets assimilés ;
- Études et soutien aux villes de la CAMV en matière de développement durable ;
- Éclairage public à l’exception des illuminations festives ;
- Création d’un observatoire pour élaborer un schéma directeur de développement des pratiques culturelles et sportive[19].

### Organes de regroupement
La communauté était membre au syndicat mixte Paris Métropole dans le cadre de l'élaboration de la  métropole du Grand Paris

### Régime fiscal et budget
La communauté d'agglomération était financée par la fiscalité professionnelle unique (FPU). Celle-ci a succédé a la Taxe professionnelle unique (TPU), et assure une péréquation fiscale entre les communes regroupant de nombreuses entreprises et les communes résidentielles.

## Réalisations
L'extension de la partie centre d'affaires de La Défense est prévue sur Nanterre, dans le secteur des Groues, entre la Grande Arche et la commune de La Garenne-Colombes.
La construction de la salle de spectacle et stade de rugby d'une capacité de 40 000 spectateurs, sous le nom de projet Arena 92, est programmée pour 2016 sur la commune de Nanterre, entre le Grande Arche et la Préfecture des Hauts-de-Seine. Il sera le stade résident du Racing 92.

## Pour approfondir